# Thường Úc
Thường Úc (giản thể: 常勖; phồn thể: 常勗; bính âm: Chang Xie; ? – 265/280), tự là Tu Nghiệp (脩業), là quan viên nhà Quý Hán và Tây Tấn thời Tam Quốc trong lịch sử Trung Quốc.

## Thời Hán
Thường Úc quê ở huyện Giang Nguyên, quận Thục, Ích Châu. Thường Úc xuất thân vọng tộc. Ông nội là Thường Viên (常員) từng giữ chức Thái thú Tang Kha, Vĩnh Xương. Chú họ là Thường Hoành từng làm Thái thú Hán Trung, Quảng Hán. Thời trẻ, Thường Úc cùng nổi danh với con của Thường Hoành là Thường Kỵ.
Thường Úc dù xuất thân thế tộc nhưng sinh hoạt thanh bạch, thích đàm luận, lập chí nghiên cứu học thuật thời cổ. Úc chủ yếu nghiên cứu Mao thi, Thượng thư, nhưng các thư tịch khác hầu hết đã thông thuộc. Thứ sử Ích Châu tịch Úc làm Châu lệnh, sau vào triều giữ chức Quang lộc Lang trung chủ sự, thăng Thượng thư Tả tuyển lang.
Về sau, quận Thục dâng thư khẩn cầu Thường Úc giữ chức Công tào trong quận. Chế độ nhà Quý Hán bấy giờ là từ Châu tướng quản lý cả chính trị lẫn quân sự, lại đặt chức Tùng sự để quản lý hình ngục. Bởi Thường Úc làm quan thanh liêm, nên được bổ nhiệm làm Đốc quân Tùng sự, quản lý việc hình ngục công bằng công chính. Không lâu, Thường Úc được cử Hiếu liêm, chuyển làm Huyện lệnh huyện Bì.
Năm 263, tướng Ngụy là Đặng Ngải vượt qua lối Âm Bình, đánh bại Gia Cát Chiêm ở Miên Trúc, áp sát Thành Đô. Bấy giờ, trưởng lại ở các huyện nếu không đầu hàng thì cũng bỏ quan chạy trốn, chỉ có Thường Úc tổ chức lại, dân giữ thành chống cự. Đến khi Hậu chủ Lưu Thiện đầu hàng, phát hịch đi các nơi thì Thường Úc mới đến Thành Đô. Bởi thế nên sổ sách, thuế má ở huyện Bì đều được bảo tồn nguyên vẹn.

## Thời Tấn
Năm 264, người Đông quận là Viên Thiệu (袁邵) nhận chức Thứ sử Ích Châu. Thiệu thưởng thức chí hướng cũng như tiết tháo của Thường Úc, tịch làm Chủ bộ. Thường Úc làm người hào phóng, lại cư xử đúng mực, là tấm gương tốt; ngôn ngữ cương trực, cao quý, được cả châu kính trọng. Dù vậy, Thường Úc chỉ kết giao với bạn hiền, mà không quan tâm đến những kẻ có phẩm hạnh kém hơn bản thân, bị nhận xét là không đủ lòng bác ái.
Khi thiên hạ đại đồng, Viên Thiệu phải chuyển chức. Thường Úc đồng hành với Thiệu, chết ở trên đường.

## Gia đình
- Thường Khuếch (常廓), tự Kính Nghiệp (敬業), em trai của Thường Úc, lấy minh kinh (thông hiểu Kinh học) mà nổi danh, mất sớm.[1]
- Thường Khoan (常寬), tư Thái Cung (泰恭), con trai của Thường Khuếch, biên soạn các tác phẩm Thục hậu chí, Hậu hiền truyện, Lương Ích thiên. Về sau, các tác phẩm trên được Thường Cừ tham khảo để tạo thành tác phẩm Hoa Dương quốc chí.[1]

## Trong văn hóa
Thường Úc không xuất hiện trong tiểu thuyết Tam quốc diễn nghĩa của La Quán Trung.